# Mike de Vries

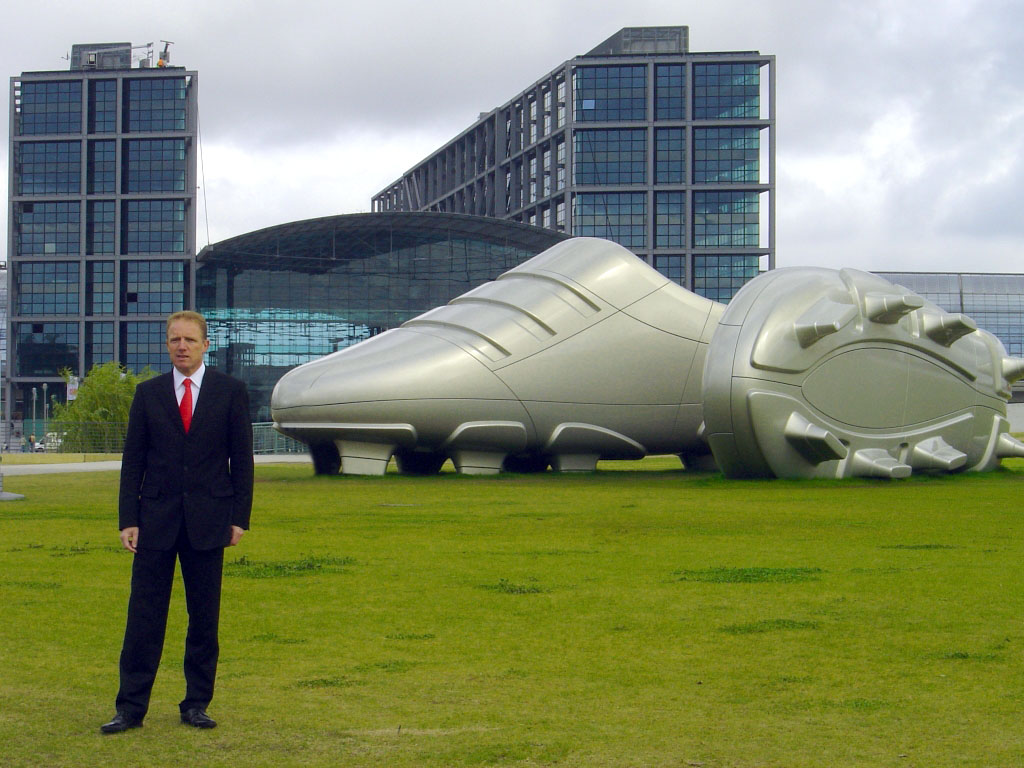
Mike de Vries als Geschäftsführer der Initiative Land der Ideen 2006 für die Financial Times Deutschland vor einer Skulptur des Walk of Ideas

Mike de Vries (* 8. Dezember 1958 in Arnsberg) ist ein deutscher Wirtschaftsmanager mit den Schwerpunkten Marken und 
Geschäftsfeldentwicklung. Er war unter anderem Geschäftsführer der Standortinitiative „Deutschland – Land der Ideen“.

## Karriere
De Vries schloss ein Studium an der Akademie der Fechtkunst Deutschlands in Essen und Tauberbischofsheim als Diplom-Fechtmeister, ein weiteres an der Deutschen Sporthochschule Köln als Diplom-Sportlehrer ab. Ein internationales Wirtschaftsstudium in Deutschland und den USA (Steinbeis-Hochschule Berlin, DePaul University Chicago, Kelley School of Business, Indiana University) beendete er 2005 als Master of Business and Administration (MBA).
Nach Stationen als Bundestrainer beim Deutschen Verband für Modernen Fünfkampf (1988–1993), Sportdirektor (1993–1996) und Generalsekretär (1996–1998) beim Deutschen Hockey-Bund, wurde de Vries Abteilungsleiter Sponsoring und später Bereichsleiter der Bitburger Brauerei (1998–2003). Als Prokurist verantwortete er schwerpunktmäßig die Bereiche Marketing, Public Relations und Öffentlichkeitsarbeit, Sponsoring und Eventmanagement. Darüber hinaus leitete er den technischen Kundendienst und das Messemanagement. Im Rahmen seiner Tätigkeit wurde die integrierte Markenkommunikation mit den Schwerpunktthemen Olympia, Deutscher Fußball-Bund (DFB) und Formel 1 entwickelt. De Vries war im Rahmen des Engagements offizieller Pressesprecher des Deutschen Hauses bei den Olympischen Spielen in Sydney 2000. Im Jahr 2003 wurde die Werbekampagne mit der deutschen Fußballnationalmannschaft anlässlich der Fußball-WM 2002 mit dem POS Marketing Award für „Schnelldrehende Konsumgüter – Food“ ausgezeichnet.
2003 wurde de Vries durch das Nationale Olympische Komitee zum Geschäftsführer der Leipzig 2012 GmbH berufen. Er leitete die deutsche Bewerbung für die Austragung der Olympischen Sommerspiele 2012 im Rahmen des internationalen Wettbewerbs.
Nach dem Ausscheiden Leipzigs aus der Olympiabewerbung wurde Mike de Vries Anfang 2005 zum Geschäftsführer der FC Deutschland GmbH bestellt (2007 Umfirmierung in Marketing für Deutschland GmbH), um – wie das Handelsblatt berichtete – die Initiative „Deutschland – Land der Ideen“ der Bundesregierung und der deutschen Wirtschaft, vertreten durch den Bundesverband der Deutschen Industrie, aufzubauen und zu koordinieren. Die Initiative war als Imagekampagne für Deutschland im Rahmen der Fußball-Weltmeisterschaft 2006 gegründet worden. Die Schirmherrschaft übernahm der damalige Bundespräsident Horst Köhler. Die Grundlagen wurden von de Vries durch Koordination aller beteiligten Institutionen und Unternehmen als auch Abstimmung mit der Bundesregierung sowie der FIFA geschaffen. 23 vorwiegend DAX-Unternehmen aus Deutschland beteiligten sich an der Initiative. Die ersten Kommunikationsmaßnahmen waren die Begleitung der 31-Länder-Tour mit Franz Beckenbauer, die Begrüßungsinitiative Welcome to Germany, der mit dem EVA Award 2006, der Goldenen Flamme und dem Deutschen PR-Preis 2007 ausgezeichnete Walk of Ideas sowie die Veranstaltungsreihe 365 Orte im Land der Ideen (ausgezeichnet mit dem European Excellence Award). Die Initiative war eines der erfolgreichsten Konzepte des Standortmarketings im Sinne des modernen Nation Branding. Ihr Ziel war es, Deutschland im In- und Ausland als das Land der technologischen Innovationen, der kreativen, kulturellen und gesellschaftlichen Impulse und des Ideenreichtums in Wissenschaft und Forschung zu präsentieren. Die Schwerpunkte der Aktivitäten haben sich nach der Fußball-WM 2006 ins Ausland verlagert. Dazu gehörten eine dreijährige Veranstaltungsreihe Deutschland und China – gemeinsam in Bewegung sowie die zum Teil mehrmals in der Öffentlichkeit in Kritik geratene EXPO in Shanghai 2010. Unter anderem durch diese vernetzten Kommunikationsmaßnahmen verbesserte Deutschland seinen Nation Brands Index von Platz 7 (2005) auf Platz 1 (2008), und stabilisierte sich dann mit Platz 3 in 2009 und Platz 2 in 2010 unter den besten Drei. Die Standortwerbung wurde für ihre Leistungen neben dem Politikaward 2006 mit der Silbermedaille bei den AME Awards in New York und als Marke des Jahrhunderts ausgezeichnet.
Für den Wissenstransfer der Nutzung von Sportgroßereignissen als Kommunikationsplattform war de Vries seit 2006 für südafrikanische Regierungsinstitutionen und das Local Organising Committee (LOC) mit Blick auf die Fußball-Weltmeisterschaft 2010 beratend tätig, ebenso stand er mit Brasilien zur Vorbereitung auf die Fußball-Weltmeisterschaft 2014 im Dialog. Nach dem Ende seiner Tätigkeit für die Initiative Land der Ideen im Jahr 2009 verstärkte de Vries seine Aktivitäten für Südafrika. Dort entwickelte er mit einem südafrikanischen Unternehmer das öffentlich-private Projekt International Football Village in Johannesburg. In enger Zusammenarbeit mit dem SRSA (Südafrikanischen Sportministerium), der GTZ, der Auslandshandelskammer sowie der deutschen Botschaft entstand unter seiner Leitung mit über 100 000 Besuchern eine Plattform für afrikanische Gastfreundschaft, kulturellen Austausch, internationalen Dialog sowie für politische wie auch wirtschaftliche Diskussionsforen im Rahmen der Fußball-WM 2010.
De Vries, Mitglied der Association for Place Branding and Public Diplomacy, ist Referent und Berater für Nation Branding, Destination Marketing, strategische Kommunikation sowie Brand Management, unter anderem seit 2011 Associate Partner bei Embassy Berlin.
Von 2012 bis 2015 war de Vries Geschäftsführer der Heidelberg Marketing GmbH. Er richtete das Standortmarketing mit einem integrierten Marketing- und Kommunikationskonzept neu aus und positionierte die Marke Heidelberg im nationalen wie internationalen Markt. 2014 wurde Heidelberg als Stärkste Stadtmarke Baden-Württemberg ausgezeichnet.
Seit Juli 2015 ist de Vries Vorsitzender der Geschäftsführung der ZhongDe Metal Group GmbH, einer Tochterfirma des chinesischen Metallverbandes ZhongDe Metal Group Co., Ltd. Diese ist Gründerin und Betreiberin des deutsch-chinesischen Leuchtturmprojektes „Sino-German Metal Eco City“ (MEC).